# International Peace Garden

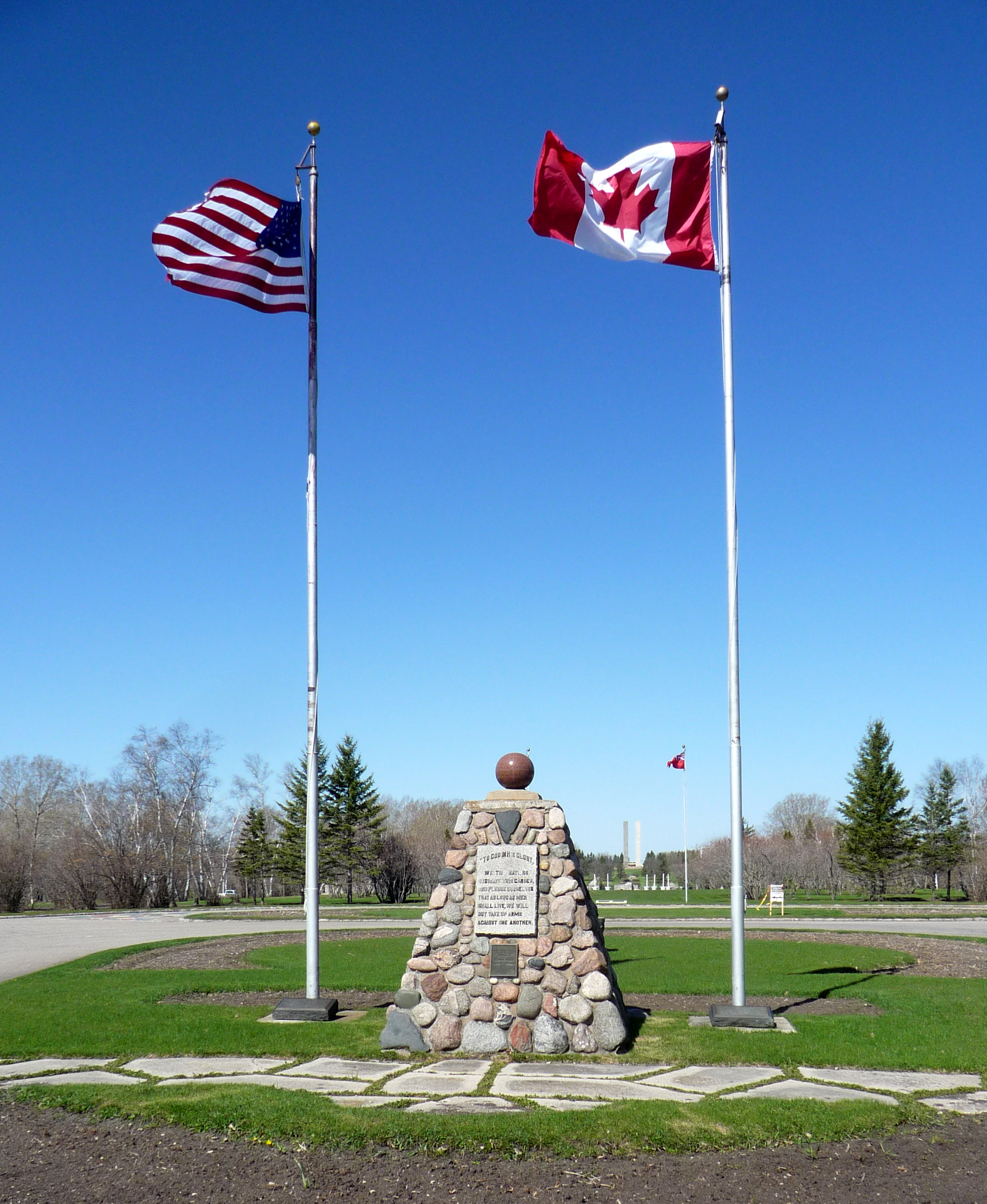
Das ursprüngliche Denkmal von 1932 mit der Inschrift „An Gott in seiner Herrlichkeit“

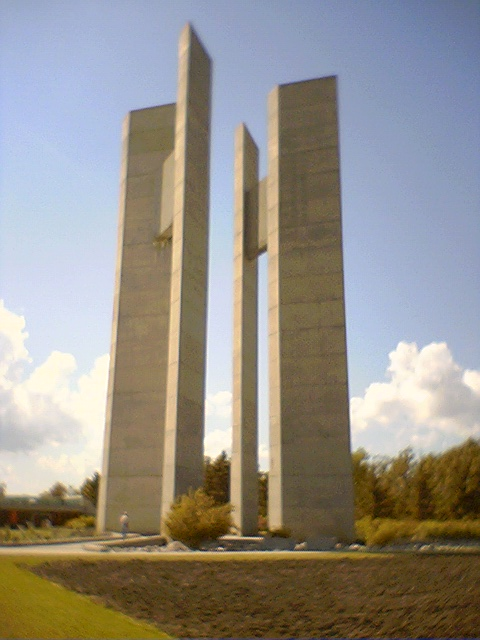

Der International Peace Garden ist ein 9,46 km² großer Park auf der internationalen Grenze zwischen Kanada und den Vereinigten Staaten im US-Bundesstaat North Dakota und der kanadischen Provinz Manitoba.
Gegründet wurde der Park am 14. Juli 1932. Jedes Jahr werden mehr als 150.000 Blumen im Park gepflanzt. Zu den wesentlichen Merkmalen des Gartens gehören eine fünfeinhalb Meter hohe Blumenuhr, ein Brunnen, ein Glockenspiel und zwei 37 Meter hohe Zwillingstürme auf der Staatsgrenze mit einer Friedenskapelle zu ihren Fundamenten. Die Wände der Kapelle sind mit Zitaten über die Friedenstaube gestaltet.
Zu den größten Seen im Park zählen der Lake Stormon und der Lake Udall.
Im Park sind auch einige Trümmer des World Trade Center platziert, die vom Anschlag des 11. September 2001 stammen.
Da es sich um einen über Grenzen hinweg reichenden Park handelt, wird er zu den Peace Parks gezählt.